# Kasbahen i Algier
Kasbahen i Algier (på fransk Casbah d'Alger, efter det arabiske qasbah, قصبة, citadel) er den gamle bydel i Algeriets hovedstad Algier.
Navnet kasbah bruges generelt om det murindhegnede citadel som findes i mange nordafrikanske byer.
I Algiers kasbah findes resterne af et citadel, en gammel moské og et palads i osmannisk stil. Den gamle byplan med de oprindelige kvarterer er også bevaret.

## Populærkultur
Handlingen i den amerikanske film Algiers (1938) foregår i Kasbahen.